# Kapteyn c
Kapteyn c is een in 2014 ontdekte mogelijke exoplaneet die om de rode dwerg Kapteyn's ster draait op ongeveer 13 lichtjaar van de zon.
De planeet bestaat waarschijnlijk uit rotsen, met 7 keer de massa van de aarde. De omlooptijd bedraagt 48,58 dagen, op 0,169 AE-afstand.
Het systeem zelf is naar schatting 11,5 miljard jaar oud, aanzienlijk ouder dan de zon.
Het bestaan van deze planeet is nog niet bevestigd. Mogelijk wordt het signaal van de planeet veroorzaakt door rotatie van de ster. 
De Ster van Kapteyn heeft nog een planeet, namelijk Kapteyn b.